# BenQ-Siemens E71
BenQ-Siemens E71 — сотовый телефон второго поколения фирмы BenQ-Siemens. Последний серийный аппарат, выпущенный BenQ-Siemens в 2006 году.

## Описание
Корпус телефона пластиковый. Аппарат позиционировался как «выполненный из „жидкого“ металла», поэтому он покрыт глянцем (вследствие чего корпус быстро покрывается отпечатками пальцев). Телефон выпускается в цветовых вариантах Dark Silver и Onyx Black.
В основе телефона лежит микроконтроллер Infineon PMB8876 S-GOLD2. Телефон является прямым потомком Siemens S75, однако лишён мультимедийного процессора ATI Gimmick W2182, вследствие чего ограничена возможность передачи стерео-потока через профиль Bluetooth A2DP на внешние устройства (например, беспроводные стереонаушники, работает только одно «ухо»), также аппарат оснащён новым интерфейсным разъёмом Nano. В отличие от EL71, у данного аппарата отсутствуют клавиши:  медиаплеера, воспроизведения-паузы и боковая спаренная кнопка камера-быстрый набор.
Существуют операторская версия аппарата для T-Mobile. Так как данный телефон не сертифицирован на Украине, в ней преимущественно продаются «разлоченные» операторские E71.
В РФ телефон поставлялся в комплектации с проводной стерео-гарнитурой и сетевым зарядным устройством, а также имеется неподтверждённая информация и о других вариантах комплектации E71. 

## Характеристики
Основные технические характеристики:
| Общие характеристики              | Общие характеристики                                                       |
| --------------------------------- | -------------------------------------------------------------------------- |
| Дата выхода на рынок              | 2006                                                                       |
| Диапазоны частот                  | GSM 900, GSM 1800, GSM 1900                                                |
| Материал корпуса                  | пластик                                                                    |
| Конструкция                       | навигационная кнопка                                                       |
| Антенна                           | встроенная                                                                 |
| Вес                               | 80 г                                                                       |
| Размеры                           | 104x46x15 мм                                                               |
| Звонки                            |                                                                            |
| Тип мелодий                       | 72-голосная полифония                                                      |
| Виброзвонок                       | есть                                                                       |
| Редактор мелодий                  | нет                                                                        |
| Связь                             |                                                                            |
| Интерфейсы                        | Bluetooth, (COM-порт, USB - через переходник)                              |
| Доступ в интернет                 | CSD, WAP, GPRS, EDGE, POP/SMTP-клиент                                      |
| Синхронизация с компьютером       | есть                                                                       |
| Сообщения                         |                                                                            |
| Дополнительные функции SMS        | ввод текста со словарём                                                    |
| MMS                               | есть                                                                       |
| EMS                               | нет                                                                        |
| Другие функции                    |                                                                            |
| Громкая связь(встроенный динамик) | есть                                                                       |
| Экран                             |                                                                            |
| Тип экрана                        | цветной TFT экран, 262144 цветов                                           |
| Размер изображения                | 240x320 пикс.                                                              |
| Мультимедийные возможности        |                                                                            |
| Встроенная фотокамера             | 1280x1024 (1.3 млн пикс.)                                                  |
| Запись видеороликов               | есть (Макс. разрешение 176x144)                                            |
| Аудио                             | SRT, IMY, MIDI, AMR, WAV, MP3, AAC, AAC+                                   |
| Видео                             | 3GP, MPEG4, полноэкранный просмотр                                         |
| FM-радио                          | есть                                                                       |
| Игры                              | Brick Challenge Fever, Ice Age 2 и Sudoku                                  |
| Java-приложения                   | есть (MIDP 2.0)                                                            |
| Объём встроенной памяти           | 16 МБ                                                                      |
| Тип карты памяти                  | microSD (макс. 2ГБ)                                                        |
| Питание                           |                                                                            |
| Тип аккумулятора                  | Li-Ion                                                                     |
| Ёмкость аккумулятора              | 730 мАч                                                                    |
| Время разговора                   | 6:00 ч: мин                                                                |
| Время ожидания                    | 390:00 ч: мин                                                              |
| Записная книжка и органайзер      |                                                                            |
| Записная книжка в аппарате        | 1000 номеров                                                               |
| Органайзер                        | будильник, калькулятор, планировщик задач                                  |
| Дополнительная информация         |                                                                            |
| Комплектация                      | - Гарнитура HHS-150 - Зарядное устройство - Инструкция и гарантийный талон |
| Особенности                       | диктофон с возможностью записи разговора, таймер и расчёт даты             |

## Похожие модели
- Alcatel OT-C750
- BenQ-Siemens EL71
- LG KG810
- Siemens S75
- Voxtel 1iD